# Frankfurtparlamentet

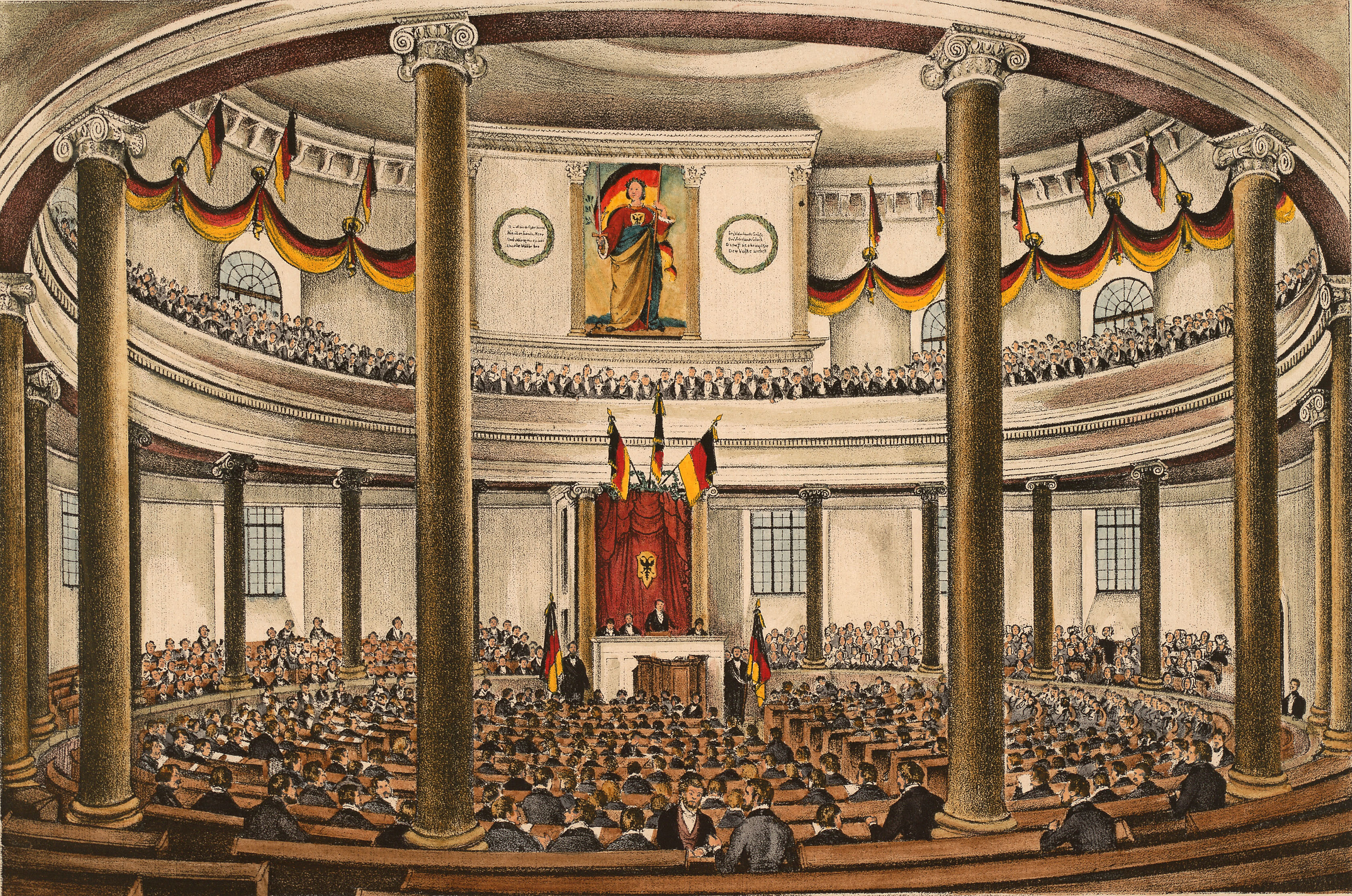
Frankfurtparlamentet i Paulskirche.

Frankfurtparlamentet, Frankfurter Nationalversammlung på tyska, var ett parlament som höll sina möten i Paulskirche i Frankfurt am Main mellan den 18 maj 1848 och den 31 maj 1849. Det var det första fritt valda parlamentet för hela Tyskland och var en följd av Tyska revolutionen 1848–1849.

## Första tiden
De valda ombuden för den tyska nationen möttes för första gången i Frankfurt den 18 maj 1848  och tågade under klockringning och kanondån från rådhuset Römer till Paulskyrkan. Bland de folkvalda fanns betydande personligheter som Ernst Moritz Arndt, Friedrich Christoph Dahlmann, Jakob Grimm, Ludwig Uhland, Georg Gottfried Gervinus, Friedrich von Raumer, Robert von Mohl, Carl Theodor Welcker och Anton von Schmerling. Då många av dem var professorer fick församlingen senare öknamnet "skolmästarparlamentet" och det skrala resultatet skylldes på ledarnas doktrinarism.
Till president valdes den hessiske ministern Heinrich von Gagern. Parlamentets första uppgift blev att utse en provisorisk regeringsmyndighet för att ordna de gemensamma tyska angelägenheterna. Den yttersta vänsterns grupp, Robert Blum och andra, krävde ett verkställande utskott, den moderata vänstern en förbundspresident ansvarig för den suveräna folkrepresentationen. De vida talrikare monarkiskt sinnade partierna tänkte sig antingen en medlem av ett tyskt furstehus eller ett förbundsdirektorium bildat av flera furstar som bärare av centralmakten. Den 28 juni 1848 uppdrogs den provisoriska centralmakten åt en riksföreståndare och dagen efter valdes ärkehertig Johan av Österrike till posten med 436 röster mot 84. Ärkehertigen mottog valet med bifall av kejsaren av Österrike och den 12 juli tillträdde han sitt ämbete.

## Oenighet om kejsare och konstitution
Efter långdragna debatter lyckades man ta fram den så kallade Paulskirchenverfassung (Tyska för Paulskirche-konstitutionen) som utropade ett Tyskt rike baserat på parlamentär demokrati. Konstitutionen utformades efter de liberala och nationalistiska rörelsernas krav och försåg Tyskland med en bas för grundläggande mänskliga rättigheter. Detta gick stick i stäv med Klemens von Metternichs försök att återställa Europa till dess politiska ordning före franska revolutionen. Tanken var att Tyskland skulle styras som en konstitutionell monarki där positionen som statschef (alltså kejsare eller tyska: kaiser) går i arv. 
Preussens kung Fredrik Vilhelm IV vägrade dock att acceptera kronan som erbjöds honom av parlamentet. Han förklarade först att han endast "med fritt medgivande av Tysklands krönta huvuden, furstar och fria städer" ville ta emot exekutivmakten som erbjöds honom. Till förtrogna ska han ha sagt att han inte ville ta emot en "á la Louis Philippe bland gatstenarna upplockad", av "revolutionens stank" orenad krona. Visserligen förklarade sig en mängd tyska furstar villiga att erkänna valet av Fredrik Vilhelm, men de större staterna, Bayern, Wurttemberg, Sachsen och Hannover, förhöll sig avvisande. Den 28 april 1849 avböjde den preussiske kungen definitivt den erbjudna kejsarvärdigheten.

## Upplösning
Frankfurtparlamentet kom den 4 maj 1849 med en förnyad uppmaning, till regeringarna och hela det tyska folket, att åtminstone de redan beslutade grunddragen till riksförfattningen skulle erkännas. Enligt dessa skulle den lagstiftande makten tillhöra en riksdag på två kamrar, den verkställande makten tills vidare en riksståthållare i form av regenten i den största av de stater som representerades i riksdagen; "värdigheten av överhuvud skall dock utan vidare övergå till konungen av Preussen, så snart denne erkänner författningen". Även om vänsterns yrkanden tillbakavisades av majoriteten utbröt i Sachsen, Baden och andra stater revolutionära folkrörelser i avsikt att förverkliga riksförfattningen. Underrättelsen om de nya barrikadstriderna framkallade häftiga scener i Paulskyrkan. Medan vänstern krävde skydd för riksförfattningens förkämpar, avvisade de moderata grupperna varje form av partitagande för de upproriska. Talrika parlamentsledamöter lämnade på sina regeringars kallelse Frankfurt. För att komma närmare den revolutionära rörelsen i södra Tyskland beslutade den nu nästan ensamt återstående vänstern att förlägga parlamentet till Stuttgart, men endast ett hundratal medlemmar flyttade över dit. När detta parlament skulle sammanträda till sin första session den 18 juni 1849 var ingångarna till samlingssalen besatta av militär, och ledamöterna tvingades under sabelhot att gå hem igen.
Det misslyckade försöket med Frankfurtparlamentet innebar att Tysklands enande sköts upp till 1871, efter det fransk-tyska kriget. Dock tog man mycket inspiration från parlamentet i utformandet av Weimarkonstitutionen och den nuvarande tyska grundlagen.